# 大分市立大在西小学校
大分市立大在西小学校（おおいたしりつ おおざいにししょうがっこう）は、大分県大分市にある公立小学校である。

## 概要
大分市東部の大在地区では土地区画整理事業の実施や団地開発に伴って児童数が急増し、既存の大分市立大在小学校は2004年度には46学級、児童数1,546名の超マンモス校となった。そこで、2005年（平成17年）4月1日に大在小学校から分離して本校が開設された。
校舎には、地域との連携を重視し、和室、会議室、地域活動拠点室等を有する地域･学校連携施設（コミュニティー・センター）を設けている。また、エコスクールパイロット・モデル事業の認定校となっており、校舎の屋根に降った雨を地下の貯水槽に溜めて、トイレの洗浄水や屋上緑化、植栽、グラウンドの散水に利用する雨水利用施設や、太陽光発電設備を備えている。

## 沿革
- 2005年（平成17年）4月1日 - 大分市立大在小学校から分離して開校。

## 通学区域
青崎1-2丁目、大在中央1丁目の一部（角子原）、大在北1-4丁目、志村1-2丁目、庄境、須賀1-2丁目、角子原1-2丁目、角子南1-2丁目、望みが丘、花江川、大字志村（上志村、北、下志村、角子原）、大字角子原

## 著名出身者
- 林田滉也 - サッカー選手